# Marcel Capelle
Marcel Capelle (París, 11 de desembre de 1904 - 1993) fou un futbolista francès de la dècada de 1930.
Pel que fa a clubs, defensà els colors de Racing Club de France, FC Sète, AS Saint-Étienne i Stade de Reims. Fou 9 cops internacional amb la selecció francesa de futbol, amb la qual disputà la Copa del Món de futbol de 1930.

## Palmarès
Sète
- Campionat francès de futbol:
  - 1934